# ANFO
ANFO je industrijski eksploziv, ki sestoji iz 94% amonijevega nitrata in 6% dizelskega goriva. Pri tem amonijev nitrat igra vlogo absorbenta dizelskega goriva in oksidanta. Zaradi nizke cene, varnosti in enostavnosti priprave se precej uporablja v rudarstvu in gradbeništvu. Njegova moč dosega približno 80% moči TNT.
ANFO se ponavadi pripravlja na kraju uporabe z mešanjem kroglic amonijevega nitrata in dizelskega goriva. Pri večji količini goriva zaradi pomanjkanja kisika pride do nepopolnega zgorevanja, pri manjši količini goriva pa se zmanjša eksplozivna moč. Namesto goriva se lahko uporabi tudi kurilno olje, kerozin, za povečanje občutljivosti in moči pa lahko tudi aluminijev prah. ANFO je sorazmerno neobčutljiv, zato detonira samo ob uporabi naboja drugega primarnega eksploziva (ojačevalnik detonatorja). Tako, kot amonijev nitrat, je ANFO močno higroskopen, zato ni primeren za uporabo v vlažnem okolju oz. ob prisotnosti vode.